# Grigore IV. Ghica

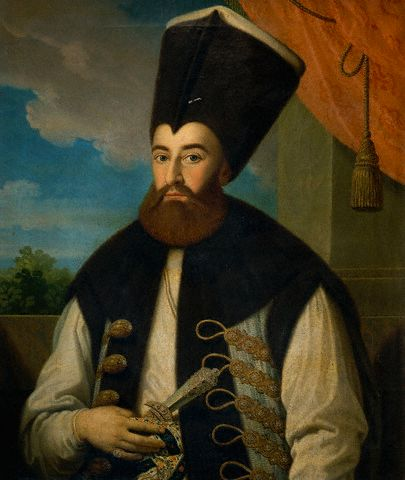
Grigore IV. Ghica

Grigore IV. Ghica oder Grigore Dimitrie Ghica (* 30. Juni 1755; † 29. April 1834) war in der Zeit vom 30. Juni 1822 bis zum 29. April 1828 Herrscher über die Walachei.

## Leben
1822 ernennt der Sultan nach Beendigung der Phanariotenherrschaft die einheimischen Bojaren Grigore Dimitrie Ghica in Walachei und Ionița Sandu Sturdza in der Moldau zu Fürsten, um den wachsenden Gegensatz zwischen Rumänen und Griechen zu beseitigen. Grigore IV. Ghica wurde nach dem Ausbruch des Russisch-Türkischen Krieges im Jahre 1828 entmachtet.
Aus der ersten Ehe des Fürsten mit Maria Hangerly stammten sechs Söhne (Costache, Iorgu, Scarlat, Grigore, Panait und Dimitrie). Mit seiner zweiten Frau Eufrosina Săvescu hatte er zwei Töchter (Maria und Alexandrina). Fürst Ghica war der Bruder von Alexandru II Ghica und der Onkel von Dora d’Istria.